# LA84 Foundation/John C. Argue Swim Stadium
 (signalé en juillet 2025).
Si vous disposez d'ouvrages ou d'articles de référence ou si vous connaissez des sites web de qualité traitant du thème abordé ici, merci de compléter l'article en donnant les références utiles à sa vérifiabilité et en les liant à la section « Notes et références ».
- Archive Wikiwix
- Bing
- Cairn
- DuckDuckGo
- E. Universalis
- Gallica
- Google
- G. Books
- G. News
- G. Scholar
- Persée
- Qwant
- (zh) Baidu
- (ru) Yandex
- (wd) trouver des œuvres sur Wikidata

Le LA84 Foundation/John C. Argue Swim Stadium est un équipement nautique inauguré en 1932, bâti près du Los Angeles Memorial Coliseum. 
Initialement appelé Los Angeles Swimming Stadium, il est renommé en mémoire des l'action de la LA84 Foundation et de l'avocat John C. Argue, qui ont permis le retour des Jeux olympiques d'été de 1984, bien  cet équipement n'ait alors pas été utilisé. L'équipement est rénové en 2002 et 2003 et reçoit les anneaux olympiques sur sa façade en 2008.  
Lors des Jeux olympiques d'été de 1932, l'équipement accueille les épreuves de plongeon, de natation, de water polo et une partie des épreuves de pentathlon moderne.
Lors des Jeux olympiques d'été de 2028, il doit accueillir les épreuves de plongeon.